# Hayden (Arizona)
Hayden es un pueblo ubicado en los condados de Gila y Pinal en el estado estadounidense de Arizona. En el Censo de 2010 tenía una población de 662 habitantes y una densidad poblacional de 200,79 personas por km².

## Geografía
Hayden se encuentra ubicado en las coordenadas 32°59′54″N 110°47′1″O / 32.99833, -110.78361. Según la Oficina del Censo de los Estados Unidos, Hayden tiene una superficie total de 3.3 km², de la cual 3.28 km² corresponden a tierra firme y (0.63%) 0.02 km² es agua.

## Demografía
Según el censo de 2010, había 662 personas residiendo en Hayden. La densidad de población era de 200,79 hab./km². De los 662 habitantes, Hayden estaba compuesto por el 63.9% blancos, el 0% eran afroamericanos, el 0.15% eran amerindios, el 0.3% eran asiáticos, el 0% eran isleños del Pacífico, el 33.99% eran de otras razas y el 1.66% pertenecían a dos o más razas. Del total de la población el 84.44% eran hispanos o latinos de cualquier raza.